# Municipio de Aleppo (condado de Greene)
El municipio de Aleppo (en inglés: Aleppo Township) es un municipio ubicado en el condado de Greene en el estado estadounidense de Pensilvania. En el año 2000 tenía una población de 597 habitantes y una densidad poblacional de 8 personas por km².

## Geografía
El municipio de Aleppo se encuentra ubicado en las coordenadas 39°49′23″N 80°26′44″O / 39.82306, -80.44556.

## Demografía
Según la Oficina del Censo en 2000 los ingresos medios por hogar en la localidad eran de $30,125 y los ingresos medios por familia eran de $36,563. Los hombres tenían unos ingresos medios de $32,500 frente a los $21,875 para las mujeres. La renta per cápita de la localidad era de $13,346. Alrededor del 24,0% de la población estaba por debajo del umbral de pobreza.